# Irpin (flod)
Irpin (ukrainska: Ірпі́нь; ryska: Ирпе́нь/Irpen) är en 162 kilometer lång högerbiflod till Dnepr och som rinner genom staden Irpin i Ukraina.
Under Rysslands invasion av Ukraina 2022 översvämmades 13 000 hektar av den våtmark som torrlades på 1960-talet när området tillhörde Sovjetunionen. Ukrainska trupper förstörde en dammbyggnad i floden och hindrade på så sätt ryssarnas framryckning mot Kiev.